# Nanlingita
La nanlingita és un mineral de la classe dels òxids. Rep el nom per la regió de Nanling, un grup de cinc serralades del sud de la Xina que inclou la localitat tipus d'aquesta espècie: la mina Shizhuyuan.

## Característiques
La nanlingita és un arsenit de fórmula química Na(Ca₅Li)Mg₁₂(AsO₃)₂[Fe(AsO₃)₆]F14. Va ser aprovada com a espècie vàlida per l'Associació Mineralògica Internacional l'any 1976. Cristal·litza en el sistema trigonal. La seva duresa a l'escala de Mohs és 2,5.
Segons la classificació de Nickel-Strunz, la nanlingita pertany a «04.JB: Arsenits, antimonits, bismutits; amb anions addicionals, sense H₂O» juntament amb els següents minerals: fetiasita, manganarsita, magnussonita, asbecasita, stenhuggarita, trigonita, finnemanita, gebhardita, derbylita, tomichita, graeserita, hemloïta, freedita, georgiadesita i ekatita.

## Formació i jaciments
Va ser descoberta a la mina Shizhuyuan, dins el comtat de Yizhang, a la prefectura de Chenzhou (Hunan, República Popular de la Xina). Es tracta de l'únic indret de tot el planeta on ha estat descrita aquesta espècie mineral.